# Mons, Var
Mons este o comună în departamentul Var din sud-estul Franței. În 2009 avea o populație de 5.653 de locuitori.

## Evoluția populației
| An        | 1975  | 1982  | 1990  | 1999  | 2006  | 2009  |
| --------- | ----- | ----- | ----- | ----- | ----- | ----- |
| Populație | 1.375 | 1.997 | 2.773 | 4.017 | 4.743 | 5.653 |